# George G. Hall
George Garfield Hall (Belfast, 5 de marzo de 1925 – Nottingham, 6 de mayo de 2018) fue un matemático irlandés, conocido por sus trabajos en el campo de la química cuántica. Independentemente de Clemens C. J. Roothaan, Hall descubrió las ecuaciones Roothaan-Hall.

## Carrera
Hall estudió en la Universidad de la Reina de Belfast y en el Saint John's College (Cambridge), donde se licenció en matemáticas y obtuvo el doctorado estudió bajo la supervisión de John Lennard-Jones. Por su trabajo en las ecuaciones de Roothaan-Hall, Hall fue premiado con el doctorado en la Universidad de Cambridge en 1950. Dio clases en Cambridge como asistente de investigación en química teórica, antes de ser elegido miembro del St John's College en 1953. De 1955 a 1962 dio clases de matemáticas en el Imperial College London. En 1957-58 pasó un año con Per-Olov Löwdin en Uppsala, Suecia. Se convirtió en profesor de matemáticas en la Universidad de Nottingham en 1962. En 1982 se jubiló anticipadamente de Nottingham y fue nombrado profesor emérito. Se trasladó en 1983 a la Universidad de Kioto, Japón, regresando a Nottingham en 1988. Ha colaborado con (entre otros) A.T. Amos, K. Collard y D. Rees. Fue profesor emérito e investigador principal del Centro Shell de Educación Matemática de la Universidad de Nottingham.

## Librtos
- G. G. Hall, Matrices and tensors. Pergamon (1963).
- G. G. Hall, Applied Group Theory. Longman (1965) & American Elsevier Publishing Co., Inc. (1967).
- G. G. Hall, Molecular Solid-State Physics. Springer (1991).